# Koncert za klavir i orkestar br. 20 u d-molu (Mozart)
Koncert za klavir i orkestar br. 20 u d-molu, KV 466 je skladba klasične glazbe koju je Wolfgang Amadeus Mozart napisao 10. veljače 1785. godine. Već narednog dana bio je solist i dirigent na premijeri u bečkom kasinu "Zur Mehlgrube". Ovo je prvi od Mocartovih takozvanih simfonijskih koncerata.

## Povijest
Od 1782. do 1785. godine Mozart je često organizirao akademije, odnosno pretplatničke koncerte (vjeruje se da je prvi uveo pretplatu za korizmene koncerte), i na njima je svake sezone predstavljao i 3-4 nova klavirska koncerta. Zbog velike potražnje, unajmljivao je veće sale, među koje spada i balska dvorana "Zur Mehlgrube" (naziv prema nekadašnjem državnom skladištu brašna na tom mjestu).
Leopold Mozart u pismu svojoj kćeri Nannerl (Maria Anna) od 22. siječnja 1785. godine navodi da je upravo dobio pismo od sina u kome piše da radi na novom klavirskom koncertu i poziva oca na premijeru zakazanu za 11. veljače. Mozart je taj Koncert završio samo jedan dan prije premijere i uvrstio ga u svoj katalog pod datum 10. veljače 1785.
U opširnom pismu od 16. veljače 1785. godine Leopold opisuje svoj posjet sinu, te detalje o koncertu od 11. veljače.
Između ostalog, u pismu je napisao da su kopiranti još radili kad je publika počela pristizati i da se tinta na partiturama još nije osušila kad je koncert počeo, a da Wolfgang nije imao vremena da proba Rondo jer je bio zauzet nadgledanjem kopiranja, a iz istog razloga nije ni napisao kadence, već ih je improvozirao na koncertu.
Ovo nije bilo neuobičajeno za Mozarta. Na primjer, 21. travnja 1784. godine za virtuoskinju na violini Reginu Strinasacchi napisao je Sonatu za violinu KV 454, ali joj je partituru djela dostavio neposredno pred premijeru 29. travnja i uopće s njom nije probao izvedbu, a na koncertu je svirao iz praznih listova na kome je kao podsjetnik nažvrljao samo nekoliko stenografskih zabilježaka.
Kao i prijašnje akademije (na primjer od 23. ožujka 1783., o kojoj je sačuvano više podataka), i ova Mozartova "akademija petkom" u kasinu "Zur Mehlgrube" sastojala se od starih i novih djela. Uz simfonije i dvije arije pjevačice iz Burgtheatra, kao novo djelo predstavljen je Koncert za klavir i orkestar u d-molu. Mozart je bio dirigent i solist na klaviru.
Po riječima Leopolda, koncert je je bio odličan, orkestar izvanredan, što je malo vjerojatno imajući na umu da je orkestar dobio note neposredno pred koncert i da nisu imali nijednu probu. Kao gost na koncertu sopranistice Elisabeth Distler u Burgtheatru 15. veljače Mozart je ponovno izveo svoj novi koncert.
Izvornik (autograf) Koncerta nalazi se u arhivu Bečkog glazbenog društva i ne sadrži kadence. Mozartova udovica Constanze je 1799. godine uz druga djela i partituru Koncerta prodala izdavaču Johannu Andréu, koji ga je objavio 1796. godine.

## O glazbi
Orkestracija: 1 flauta, 2 oboe, 2 fagota, 2 roga, 2 trube, timpani, klavir (solo) i gudači
Tonalitet: d-mol
Koncert je napisan u uobičajena 3 stavka klasicističkog koncerta, brzi - spori - brzi:
1. Allegro
2. Romanze
3. Allegro assai

### 1.Allegro
Stavak ima 397 taktova.
Ekspozicija počinje uzlaznim triolskim motivima u violončelima i kontrabasima praćenim sinkopama ostalih gudača. U početku nije moguće raspoznati neku karakterističnu melodiju, kako je to u klasičkoj glazbi bilo uobičajeno, jer gudači svojim sinkopama i triolskim predtaktnim motivima stvaraju svojevrsni uznemireni ugođaj. Tome se dugim izdržanim tonovima postupno pridružuju drveni puhači. Tek se u šesnaestome taktu u orkestralnom tuttiju čuje glavna, odnosno prva tema. Potom drveni puhači donose drugu temu u F-duru. Solistička ekspozicija počinje dugim Entrée-om, prije nego što u d-molu zazvuči glavna tema: solist – neuobičajeno – najprije donosi blago promijenjenu drugu temu. Obje teme bivaju uvijek iznova proširivane novim melodijskim dodatcima, koji se – zbog vlastite opsežnosti –  razvijaju gotovo u zasebne tematske cjeline. Provedba počinje prvim motivom solističke ekspozicije i potome se tematski razvija: pritom je prva tema često svedena tek na triolski predtakt u dubokim gudačima. Dojmljiv solistički zamah dovodi do reprize u kojoj glasovirska pratnja dodatno ukrašava i „mijenja“ obje teme. Dulji zaključni odlomak vodi k solističkoj kadenci.
Mozartova originalna kadenca za ovaj klavirski koncert ne postoji pa se zbog toga najčešće svira ona koju je izvodio Beethoven (WoO 58). Završni ritornel odnosi se na kraj melodrame „Ariadne na Naxosu“ Georga Antona Bende. Stavak neuobičajeno završava u pianu, tihim pulsirajućim d-mol-akordima. Razrješnje glazbenoga sukoba još nije postignuto i odgođeno je za sljedeće stavke.

### 2.Romanze
Stavak ima 162. takta.
Drugi stavak već samim tonalitetom B-dura i izrazitom smirenošću predstavlja kontrast nemirnome prvome stavku. Stavak je skladan kao mali rondo, što je prilično neobično za srednje stavke koncerta kao forme, no u Mozartovim se djelima uvijek iznova može naći. Glavnu temu jednostavnoga pijevnog oblika donosi glasovir solo. Prvi kuplet melodijski predvodi glasovir, koji akordski prate gudači: nalikuje karakteru teme refrena i završava malom kodetom. Drugi kuplet pak donosi dramatičan vrhunac i snažan je kontrast ostatku stavka: skladan je u g-molu, koji je tonički paralelan B-duru. Virtuozne glasovirske akordske rastvorbe u šesnaestinkama odgovor su snažnim akordima orkestra. Preko sporijih triola glazbeno se zbivanje brzo vraća na pjevnu temu refrena: u tom stilu Romanca završava kratkom kodom.

### 3.Allegro assai
Stavak ima 428 taktova.
Završni stavak ponovno spaja rondo sa sonatnom formom: njegova dinamika jasno navješćuje stil Ludwiga van Beethovena. Glasovir donosi pokretnu temu u d-molu, koju će orkestar uskoro potom preuzeti i dalje razviti. Glasovir u nastavku donosi novu skladateljsku ideju, koja i nadalje pripada temi refrena i koju možemo smatrati komplementarnom glavnom temom. Drveni puhači u prvome kupletu uvode brzu pjevnu dursku temu, dok u opetovanome refrenu rogovi pratećim akordima pojačavaju dramatiku stavka. Suprotno uobičajenome skladbenom pravilu, nakon toga ne slijedi drugi kuplet nego provedba u kojoj se opsežno razrađuju tematske ideje refrena i prvoga kupleta. Durski elementi povremeno preuzimaju molsku tematiku, dajući tako glazbenome zbivanju svojevrsnu „svjetlinu“. Slijedi kratka i virtuozna solo-kadenca. U kodi prevladava tema puhača iz prvoga kupleta, koja ovaj razigrani stavak privodi briljantnome svršetku u D-duru.
Uobičajeno trajanje koncerta je oko 30 minuta.

## Vanjske poveznice
|  | Zajednički poslužitelj ima još gradiva o temi Koncert za klavir i orkestar br. 20 u d-molu |